# 気になるルームメイト
『気になるルームメイト』は、夕凪薫による日本の成人向け漫画作品。および、それを原作とする成人向けOVAとアダルトゲーム。

## あらすじ
筒井優は大学合格を記念に、恋人の吉村葉月と初体験を迎えようとしたが、大学に落ちたことが露見し、ふられてしまう。
落ち込む優は川原で少女と出会った後、入居しようとしていた部屋でその少女・朝霧麗(あさぎりうらら)と再会する。
優は麗にその部屋を譲り、自らは屋上の掘立小屋に住もうとするが、申し訳なく思った麗は部屋を出ようとする。
そんな中、優は葉月と再会し、麗の部屋に連れ込んで性交していたところ、麗が戻ってきてしまう。麗が部屋を出ようとしたことを知った優は、葉月の怒りをよそに引き留める。
かくして、優と元恋人の葉月、そして優のルームメイトの麗という奇妙な三角関係は、彼らの部屋の真下にあるショーパブ「スカラベ座」の面々をも巻き込んでいくのであった。

## 登場人物
声はゲーム版のもの。
筒井 優（つつい すぐる）
声 - シュンスケ
本作の主人公。他人思いの優しい性格だが、実際は極度のヘタレ。
朝霧 麗（あさぎり うらら）
声 - 瑞希早苗
本作のメインヒロイン。優が川原で出会った少女。天然で楽観的ながらも責任感が強い。
吉村 葉月（よしむら はづき）
声 - 七生みこと
本作のもう1人のメインヒロイン。優の元恋人であり、彼にとって初めての人。
勝気な性格で、思ったことをすぐ口に出す傾向にある。
柴咲 桜（しばさき さくら）
声 - 真木碧
スカラベ座で一番の人気を誇る踊り子。
竹衣（たけい）
優の叔父。
南条 雪子（なんじょう ゆきこ）
声 - 韮井叶
スカラベ座のママ。年齢や経歴は謎に包まれているものの、かつてはスカラベ座で一番の踊り子だった。優にかつての恋人の面影を見ている。
暁 リサ（あかつき りさ）
声 - 南見ちはる
スカラベ座で、桜に次ぐ人気を誇る踊り子。
福沢 真弓（ふくざわ まゆみ）
声 - 野ノ宮恋
スカラベ座のウェイトレス。
森下 鶫（もりした つぐみ）
声 - 水野沙耶
スカラベ座のウェイトレス。
一条 リサ（いちじょう りさ）
声 - 南見ちはる
本宮 愛（もとみや あい）
声 - 児玉さとみ
スカラベ座の従業員。
客引きを行う傍ら、衣装や内装のデザインも行っている。

## 書誌情報
- 夕凪薫『気になるルームメイト』少年画報社〈ヤングキングコミックス〉、全4巻
  1. 2005年5月10日発売、ISBN 978-4-7859-2537-6
  2. 2006年2月10日発売、ISBN 978-4-7859-2607-6
  3. 2006年11月10日発売、ISBN 978-4-7859-2710-3
  4. 2007年6月25日発売、ISBN 978-4-7859-2803-2

## OVA
- 気になるルームメイト room1（2005年9月25日発売）
- 気になるルームメイト room2（2006年2月25日発売）
- 気になるルームメイト Complete Edition（2015年6月5日発売） ※上記2つのセット

### スタッフ
- プロデューサー：村上幸太郎
- 企画・脚本・監督：Pナカムラ
- コンテ・演出：神原敏昭
- キャラ設定・作画監督：ひのたかふみ
- 美術：宮前光春
- 色彩設定：小林弘美
- 撮影：デジタルギア
- 編集：加納美樹
- 制作進行：ドン・コルレオーネ
- アニメ制作：スタジオテン
- 制作：イメージハウス
- 製作・発売：Milky
- 製作：GPミュージアムソフト

## コンピュータゲーム
D-Angelから2005年8月5日に発売された。

### システム
主人公・優は浪人生という設定であるため、優には学力（英・国・ 数・理・社）のパラメーターが割り振られている。学力は予備校に通うかクイズ形式の模擬試験で高得点をとるかで上昇する。
また、各ヒロインには『恋愛度』というパラーメータが割り振られている。